# Pinacoteca Comunale di Città di Castello
Die Pinacoteca Comunale di Città di Castello ist in dem Renaissancepalast untergebracht, welcher der Wohnsitz des Condottiere Alessandro Vitelli und seiner Frau Angela de’ Rossi war und in seiner ursprünglichen Struktur vollständig erhalten ist.
Sie ist neben der Nationalgalerie in Perugia der größte Kunstdepot in Umbrien und beherbergt bedeutende Beispiele der Malerei der Renaissance und des Manierismus, darunter einige der frühesten Werke von Raffael Sanzio und Luca Signorelli.

## Sammlung

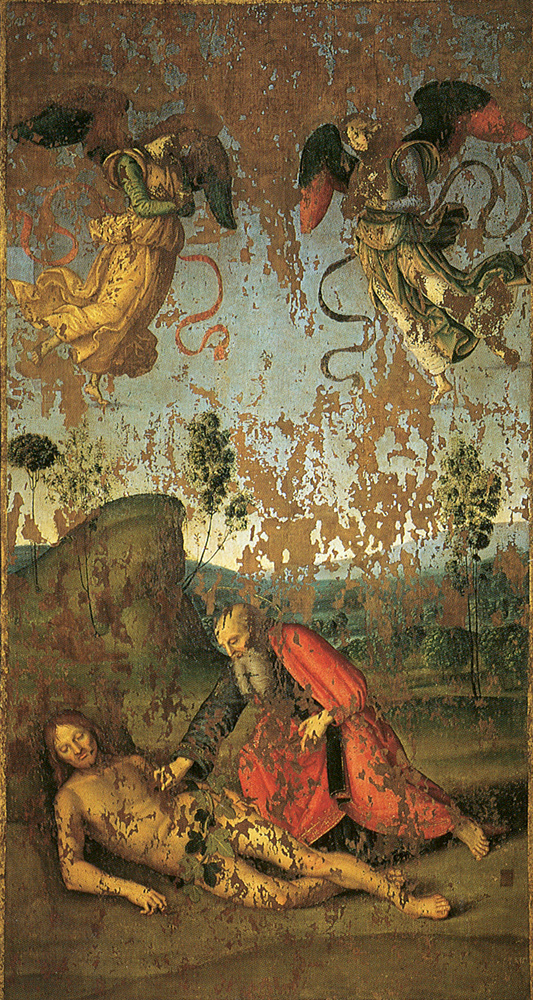
Ein Teil des Banner der Heiligen Dreifaltigkeit

Der Kern der Sammlung besteht aus Gemälden welche Kirchen und Klöstern der Stadt stammen, aus denen sie nach der Vereinigung Italiens übernommen wurden. Sie spiegeln in homogener Weise die Geschichte der Region und insbesondere den Geschmack und die Vorherrschaft der Magnatenfamilie Vitelli wider, die treue Verbündete der Medici waren und sich eine Autonomie gegenüber dem Kirchenstaat verschafften. Spätere Ankäufe und Schenkungen haben die Sammlung bis ins 20. Jahrhundert erweitert, auch im Zusammenhang mit der kürzlich erfolgten Restaurierung eines Palastflügels, der heute für Ausstellungen und Veranstaltungen zeitgenössischer Kunst genutzt wird.

## Geschichte

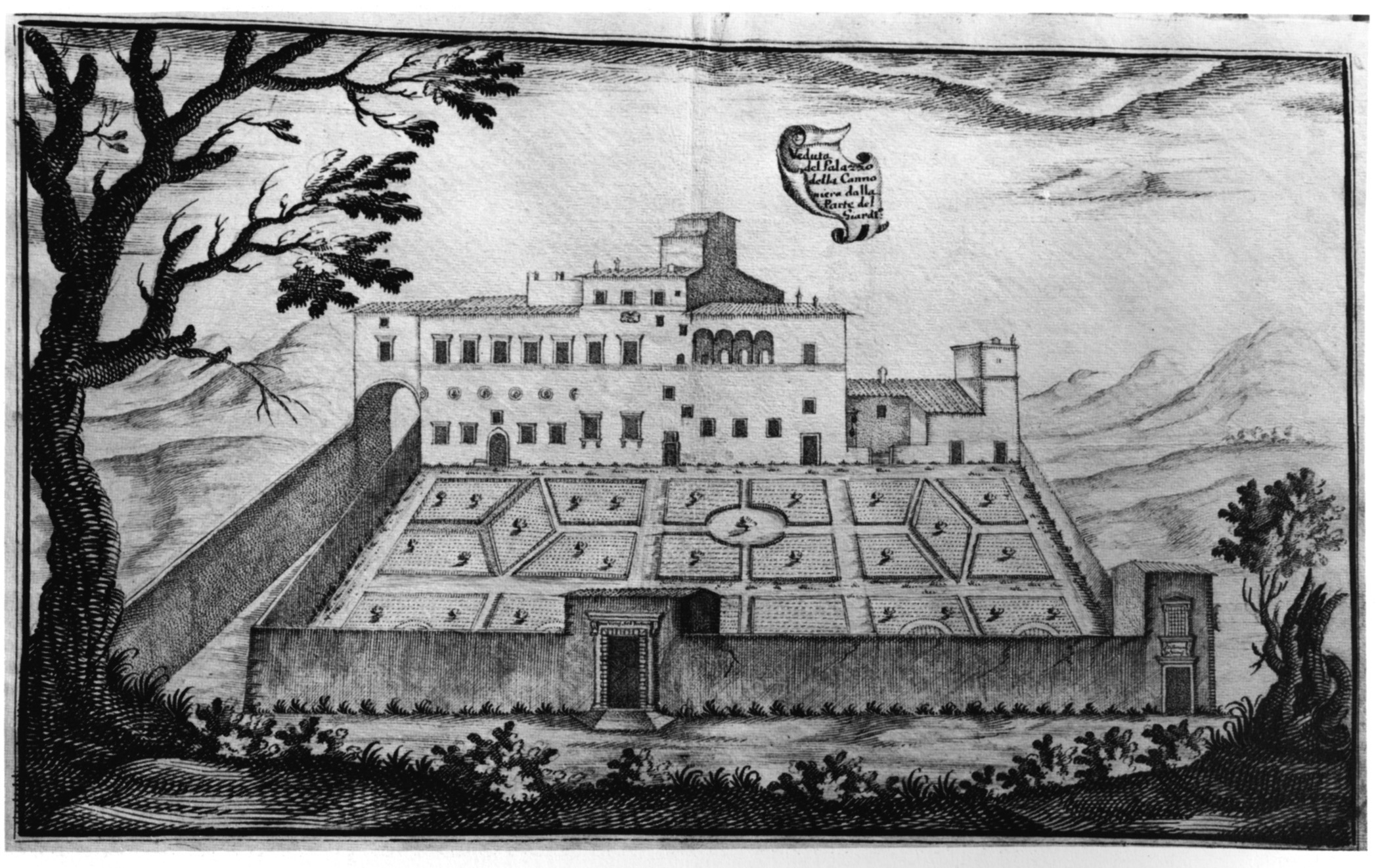
Zeichnung von Alessandro Nave, 1699

Der Palast wurde zwischen 1521 und 1532 erbaut und 1545 anlässlich der Hochzeit zwischen Alessandro Vitelli, Neffe von Niccolò Vitelli und Sohn von Paolo, und Angela de’ Rossi aus San Secondo Parmense, Nichte von Giovanni dalle Bande Nere, fertiggestellt. Er wurde „alla cannoniera“ genannt, weil sich in der Nähe eine Gießerei oder ein Kanonenlager befand.
Im Jahr 1912 schenkte der Antiquar und Restaurator Elia Volpi, der das Gebäude fünf Jahre zuvor erworben hatte, es vor dem Verfall bewahrte und den ursprünglichen Kontext aus dem 16. Jahrhundert wiederherstellte, es der Gemeinde, um darin die städtische Kunstgalerie unterzubringen.
Zwischen 1982 und 1985 wurde unter der Leitung der Professoren Alessandro Marabottini und Francesco Mancini von der Universität Perugia und der Architekten Alberto Zanmatti und Tiziano Sarteanesi umfassende Restaurierungsarbeiten durchgeführt, die zu dem heutigen Erscheinungsbild des Museums führte.

## Fresken und Graffiti
Die Hauptfassade des Palastes, die sich zum italienischen Garten hin öffnet, ist mit feinen Graffiti von Cristoforo Gherardi und Helfern nach einem Entwurf von Giorgio Vasari verziert, mit komplexen grotesken Dekorationen, darunter die Symbole der beiden Familien, das Kalb und der ungezähmte Löwe.
Die Innenräume des Gebäudes wurden von Gherardi und Cola Dell’Amatrice reich mit Fresken bemalt, die von der Familie Vitelli beauftragt wurden, um das Hochzeitspaar und die militärischen Erfolge der Familie zu feiern, aber man kann auch eindrucksvolle Allegorien des Triumphs der Frau über den Mann in der Liebe, mythologische Landschaften oder Darstellungen von Haustieren sehen, die den häuslichen Charakter des Gebäudes betonen.
Besonders eindrucksvoll ist die monumentale Treppe mit den acht Musen, die die Künste inspirieren, wobei Klio, die Muse der Geschichte, auf einem Schwan sitzend besonders hervorgehoben wird, während an den Seiten die Geschichten des Apollo aus Ovids Metamorphosen abgebildet sind.

## Gemälde

### Gotik und Spätgotik (Räume I-II-III)
Die ersten drei Räume des Palazzo beherbergen die ältesten Zeugnisse der Malerei in Città di Castello, mit goldgrundierten Tafeln aus der zweiten Hälfte des 13. Jahrhunderts, darunter das große Altarbild mit der Madonna mit dem thronenden Kind des so genannten Maestro di Città di Castello, das dem Sieneser Kreis und auch Duccio di Buoninsegna selbst zugeschrieben wird. Werke unterschiedlicher Herkunft, wie die Madonna von Spinello Aretino aus dem 14. Jahrhundert und die Werke mit ähnlichem Thema von Antonio Vivarini aus Murano und Andrea di Bartolo, die auf 1412 datiert werden, zeugen von den vielfältigen toskanischen und adriatischen Einflüssen auf das lebendige Zentrum des Altotiberino.

#### Werke (Auswahl)
- Maestro di Città di Castello, Thronende Madonna mit Kind und 6 Engeln
- Spinello Aretino, Thronende Madonna mit Kind
- Andrea di Bartolo, Thronende Madonna mit Kind
- Antonio Alberti, Triptychon des Heiligen Bartholomäus
- Antonio Vivarini, Thronende Madonna mit Kind

### Renaissance der Toskana, Marken und Lokal (Räume IV-V-VII)
Die stilistisch sehr unterschiedlichen Gemälde zeugen von der Renaissance in Città di Castello und gleichzeitig von einer gewissen Fremdheit gegenüber den Regeln der umbrischen Bildkultur, wie die bemerkenswerte Temperatafel mit dem segnenden Christus, die Giusto di Gand zugeschrieben wird, die Madonna mit Kind, die Neri di Bicci zugeschrieben wird, und die große Tafel mit der Krönung der Jungfrau, ein typisches Produkt der Werkstatt von Domenico Ghirlandaio. Die beiden Altarbilder von Francesco Tifernate, dessen Vater für den Auftrag des Altarbildes des Heiligen Nikolaus von Tolentino an Raffael verantwortlich war, bieten dagegen eine reife Synthese zwischen der Bildsprache von Urbino und Luca Signorelli.

#### Werke (Auswahl)
- Neri di Bicci, Madonna mit Kind und 2 Engeln
- Unbekannt, 15. Jh., Christus mit den Passionssymbolen
- Domenico Ghirlandaio und Werkstatt, Krönung der Jungfrau
- Francesco Tifernate, Verkündigung

### Renaissance / Raffael in Città di Castello (Raum VI)
Der Raum ist dem einzigen in Città di Castello verbliebenen Werk Raffaels gewidmet, das den Plünderungen im 19. Jahrhundert entgangen ist, die der Stadt bemerkenswerte Werke des Malers aus Urbino geraubt haben, wie die Vermählung der Jungfrau, die sich heute in der Brera befindet, die Kreuzigung mit Heiligen in der National Gallery in London und das fragmentierte Altarbild des seligen Nikolaus von Tolentino. Der Gonfalone della Santissima Trinità (Banner der Heiligen Dreifaltigkeit) aus der gleichnamigen Kirche in der Stadt Todi ist in zwei separate Seiten aufgeteilt, die auf der Vorderseite die Heiligen Rochus und Sebastian als Beschützer vor der Pest und auf der Rückseite die bemerkenswerte Erschaffung Evas darstellen. Das Werk wird von den Kunsthistorikern fast einhellig dem Zeitraum 1499–1501 zugeordnet, d. h. dem allerersten Werk Raffaels, der zusammen mit Evangelista da Pian di Meleto als Inhaber der von seinem Vater Giovanni Santi geerbten Werkstatt in die Stadt kam.

#### Werke (Auswahl)
- Raffaello Sanzio, Banner der Heiligen Dreifaltigkeit, Vorderseite: Kreuzigung und die Heiligen Rochus und Sebastian
- Raffaello Sanzio, Banner der Heiligen Dreifaltigkeit, Rückseite: Erschaffung Evas

### Renaissance / Luca Signorelli in Città di Castello (Räume XII-XIII)
Die Räume bieten einen umfassenden Überblick über das Werk von Luca Signorelli, der so eng mit der Stadt und dem Mäzenatentum der Familie Vitelli verbunden war, dass ihm 1488 die Ehrenbürgerschaft verliehen wurde. Das Fragment mit der Darstellung des heiligen Paulus gilt als entscheidender Beweis für seine Nachfolge von Piero della Francesca. Zu dem Meisterwerk mit anatomischer Dynamik und erzählerischer Spannung, dem Martyrium des heiligen Sebastian, gesellen sich das kürzlich restaurierte Johannesbanner und das große Altarbild der heiligen Cäcilia, das aufgrund seiner Größe den napoleonischen Plünderungen entging, sowie Werke aus einer typischen regionalen Schule.

#### Werke (Auswahl)
- Luca Signorelli, Hl. Paulus
- Luca Signorelli, Martyrium des Hl. Sebastian
- Luca Signorelli und Werkstatt, Banner des Hl. Johannes des Täufers, Vorderseite: Hl. Johannes
- Luca Signorelli und Werkstatt, Banner des Hl. Johannes des Täufers, Rückseite: Taufe Christi
- Luca Signorelli und Werkstatt, Altarbild der Hl. Cecilia

### Toskanisch-römischer Manierismus und reformierter Manierismus (Räume XVI-XVII-XVIII)
Es handelt sich um Gemälde aus der ersten Hälfte des 16. Jahrhunderts bis zum Ende des Jahrhunderts, die das reiche Panorama der manieristischen Werke in der Sammlung bestimmen. Fünf Werke von Raffaellino del Colle ermöglichen es uns, das Vordringen des toskanischen und römischen Manierismus in Città di Castello zu studieren, sowie einen privilegierten Blick auf die Tätigkeit des direkten Schülers Raffaels zu werfen. Der dramatische Expressionismus der Madonna mit Kind des Florentiners Jacopo di Giovanni Francesco (Jacone) weicht von der ruhigen und strengen Sprache des Santi di Tito ab, während die drei Altarbilder von Niccolò Circignani, genannt Pomarancio, die typischen Figuren des Autors zeigen, denen es nahezu an materieller Konsistenz mangelt.

#### Werke (Auswahl)
- Raffaellino del Colle, Verkündigung
- Raffaellino del Colle, Vorstellung der Jungfrau im Tempel
- Jacone, Madonna mit Kind und Heiligen
- Santi di Tito, Handauflegung durch Petrus und Johannes
- Gregorio Pagani, Madonna mit Kind und den Heiligen Franziskus, Domenikus, Johannes der Täufer, Josef, Matthäus, Ludwig von Frankreich und Abt Antonius, gemalt für die Kapelle von Antonio Corvini in der Kirche San Domenico.[14]
- Niccolò Circignani, genannt Pomarancio, Unbefleckte Empfängnis
- Raffaellino del Colle, Verkündigung

### Vom 17. bis zum 19. Jahrhundert  (Räume VI-XIX-XX)
In dieser Abteilung sind Werke zu sehen, die den lokalen Festprogrammen nach der Vereinigung Italiens gehorchen, mit einer großen Offenheit gegenüber Künstlern aus dem Tifernati Raum, darunter Giovan Battista Pacetti, bekannt als Sguazzino, der bereits in der ersten Hälfte des 17. Jahrhunderts tätig war und seine Abhängigkeit von den Vorbildern des Bologneser Carraccismus zeigt. Die Anlehnung an klassische Vorbilder lässt auch die Formen von Raffael Sanzio wieder aufleben, vor allem dank der Teilkopie des Heiligen Nikolaus von Tolentino aus dem Jahr 1791, anhand derer sich einige Aspekte des ursprünglichen Altarbildes rekonstruieren lassen.

#### Werke (Auswahl)
- Giovan Battista Pacetti, genannt Sguazzino Zwei Heilige Martyrer
- Ermenegildo Costantini, Hl. Nikolaus von Tolentino
- Francesco Mancini, Domine quo vadis?
- Tommaso Conca, Madonna mit Kind
- Vincenzo Chialli, Madonna mit Kind

### 20. Jahrhundert
Der größte Teil der Sammlung deckt sich mit der von den Erben des Chirurgen Ettore Ruggieri gestifteten Sammlung, einem Konvolut von Werken mit vorwiegend römischem Hintergrund und den üblichen Schöpfungen von Giorgio de Chirico. Im Jahr 2015 schenkten die Erben des Künstlers Nuvolo umfangreiche Werke aus dem reichen und innovativen Schaffen des Künstlers, der schon Alberto Burri nahe stand und der Erfinder neuer Techniken war, wie zum Beispiel der besonderen Bildserie, die im Siebdruckverfahren angewandt wurde und deren Initiator er weltweit war.

#### Werke (Auswahl)
- Mario Mafai, Gruppe in einer Osteria
- Renato Guttuso, Stillleben
- Giorgio de Chirico, Piazza d'Italia
- Nuvolo, Ständige Sammlung

## Bildhauerei und Kunsthandwerk
Das bildhauerische Material der Sammlung umfasst Stücke, die in Bezug auf Techniken und Epochen sehr heterogen sind, angefangen bei fragmentarischen spätrömischen und mittelalterlichen Funden.
In der Gruppe der sechs Terrakotten von Della Robbia sticht die große Himmelfahrt der Jungfrau Maria hervor, die auf das frühe 16. Jahrhundert datiert werden kann und den starken toskanischen Einfluss auf die Stadt bestätigt. Das einzige Schmuckstück, das Reliquiar des Heiligen Andreas aus der Werkstatt von Lorenzo Ghiberti aus dem Jahr 1420, ist eines der wertvollsten Stücke des gesamten Museums.
Die Intarsienmöbel zeugen von der großen Tradition der Holzkunst in Città di Castello, beginnend mit den ursprünglichen Werken aus dem 16. Jahrhundert, während der Übergang zur Bildhauerei des 20. Jahrhunderts in den Werken der Tifernati Künstler Elmo Palazzi und Bruno Bartoccini deutlich wird.

### Werke (Auswahl)
- Anonym 15. Jh.?, Taufe Christi
- Lorenzo Ghiberti und Werkstatt, Reliquienschrein des Heiligen Andreas
- Andrea della Robbia und Werkstatt, Himmelfahrt der Jungfrau Maria
- Elmo Palazzi, Gipsfigurensammlung
- Bruno Bartoccini, Bronzen

## Veranstaltungen und temporäre Ausstellungen
Die für das kulturelle und künstlerische Leben der Stadt offene Pinakothek von Città di Castello war Schauplatz bedeutender Ausstellungen, darunter die nationale Feier zum 500. Jahrestag der Geburt Raffaels im Jahr 1983 mit einer speziellen Studie über die jugendliche Ausbildung in Urbino und im Jahr 2012 ein Teil der nationalen Ausstellung, der Luca Signorelli gewidmet war. Die Sanierung des Ostflügels des Palastes im Jahr 2005 ermöglichte eine Öffnung zum 20. Jahrhundert mit Retrospektiven, die Nuvolo, Josef Albers und Andy Warhol gewidmet waren, und eine bemerkenswerte Verbindung mit dem 100. Geburtstag von Alberto Burri (2015) durch Ausstellungen informeller Kunst, die von der grafischen Kunst bis zur Keramik untersucht werden.

## Zwischen Geschichte und Legende (Sora Laura)
Der Palazzo Vitelli alla Cannoniera ist seit jeher mit der volkstümlichen Legende von Laura oder besser gesagt von "„Sora Laura“" verbunden, die eine Frau gewesen sein soll, die Alessandro Vitelli liebte und seiner Frau vorzog, die den Palast bald verlassen sollte. Die Legende besagt, dass das Mädchen die Zeit der langen Abwesenheit ihres Geliebten damit verbrachte, Taschentücher zu sticken und sie manchmal aus dem Fenster fallen zu lassen, um junge Männer anzulocken, die sie dann durch einen heute noch vorhandenen Abgrund im Inneren des Gebäudes töten ließ. Im Jahr 2006 schuf der Künstler und Illustrator Milo Manara eine Hommage an sie.